# Renato Olivieri
Pour les articles homonymes, voir Olivieri.
Renato Olivieri, né le 4 août 1925 à Sanguinetto dans la province de Vérone, en Vénétie, et décédé le 8 février 2013, à Milan, en Lombardie, est un journaliste et un écrivain italien de roman policier. Il est un représentant de la quatrième génération de la Ligne lombarde.

## Biographie
Il passe son enfance à Turin et vit à Milan à partir de 1939. À la fin de ses études, il amorce une carrière de journaliste spécialisé en politique étrangère et devient rédacteur pour différents magazines et quotidiens du groupe Mondadori (Grazia, Casaviva, Arianna, Mille Libri). Amateur d'art, de cuisine, de belles montres et de peinture, il publie en 1978 la première aventure du commissaire milanais Giulio Ambrosio, son alter-ego littéraire. Quinze romans lui seront consacrés. En France, seuls les quatre premières aventures ont été traduites. En 1988, Sergio Corbucci s'inspire du roman Il caso Kodra pour réaliser le film I giorni del commissario Ambrosio avec Ugo Tognazzi dans le rôle-titre.

## Œuvre

### Romans
- Il caso Kodra (1978) Publié en français sous le titre L'Affaire Kodra, Paris, Le Cercle Polar, 2001, réédition Rivages/Noir no 402, 2001.
- Maledetto Ferragosto (1980) Publié en français sous le titre Fichu 15 août, Paris, Rivages/Noir no 443, 2002.
- Dunque morranno (1981) Publié en français sous le titre Ils mourront donc !, Paris, Rivages/Noir no 513, 2004.
- L'indagine interrotta (1983) Publié en français sous le titre L'Enquête interrompue, Paris, Rivages/Noir no 620, 2006.
- Villa Liberty (1984)
- Le indagini del commissario Ambrosio (1985)
- Largo Richini (1987)
- Ambrosio indaga (1988)
- Hotel Mozart (1990)
- Piazza pulita (1991)
- Ambrosio ricorda (1992)
- Madame Strauss (1993)
- La fine di Casanova (1994)
- Il Dio denaro (1996)
- Albergo a due stelle (1998)

## Adaptation

### Au cinéma
- 1988 : I giorni del commissario Ambrosio, film italien de Sergio Corbucci librement inspiré du roman Il caso Kodra, avec Ugo Tognazzi.

## Prix et distinctions notables
- 1993 : Prix Giorgio Scebarnenco pour le roman Madame Strauss.

## Sources
- Claude Mesplède (dir.), Dictionnaire des littératures policières, vol. 2 : J - Z, Nantes, Joseph K, coll. « Temps noir », 2007, 1086 p. (ISBN 978-2-910-68645-1, OCLC 315873361), p. 455.